# Samoobrona Ruch Społeczny
Samoobrona Ruch Społeczny (Samoobrona RS) – partia polityczna założona przez Sławomira Izdebskiego, działająca w latach 2006–2007. Składała się głównie z działaczy Samoobrony Rzeczpospolitej Polskiej, którzy zostali wykluczeni lub odeszli z tego ugrupowania.

## Historia partii
Celem założenia nowej partii był powrót do „korzeni Samoobrony” i stworzenie dla wyborców alternatywy dla tego co się w niej obecnie dzieje. Członkowie Samoobrony RS stwierdzali również, że to ich partia jest prawdziwą Samoobroną, i to Andrzej Lepper powinien tworzyć nową partię. Zarzucili oni władzom Samoobrony RP m.in. łamanie statutu partii.
W wyborach samorządowych w 2006 Samoobrona Ruch Społeczny nie zdobyła żadnego mandatu.
W 2007 partia brała udział w tworzeniu nowej formacji Samoobrona Odrodzenie.

## Struktura i działacze
Władze partii wybrane 12 marca 2006:
- Przewodniczący – Sławomir Izdebski, były senator Samoobrony RP
- Wiceprzewodniczący – Henryk Dzido, były senator Samoobrony RP
- Wiceprzewodniczący – Zbigniew Łuczak, były przewodniczący województwa łódzkiego Samoobrony RP (poprzednio założyciel partii Inicjatywa RP)
- Wiceprzewodniczący – Tadeusz Wojtkowiak, były poseł Samoobrony RP
- Skarbnik – Zbigniew Witaszek, były poseł Samoobrony RP

12 sierpnia 2006 przewodniczącym partii został Henryk Dzido.
Wśród liderów ugrupowania znaleźli się także byli posłowie Samoobrony RP z Sejmu IV kadencji: Marian Curyło, Stanisław Głębocki, Jerzy Michalski i Henryk Ostrowski.